# Chris Amon Racing
Chris Amon Racing war der Name eines kurzlebigen Rennstalls des neuseeländischen Rennfahrers Chris Amon, mit dem dieser 1974 zu einzelnen Weltmeisterschaftsläufen der Formel 1 antrat.

## Die Vorgeschichte
Chris Amon war nach Einschätzung der meisten Beobachter einer der talentiertesten Rennfahrer der späten 1960er- und frühen 1970er-Jahre. Was ihn besonders machte, war der Umstand, dass er trotz seines Talents und trotz seines Enthusiasmus nie ein Formel-1-Rennen gewinnen konnte. Der britische Journalist Maurice Hamilton fasste das mit den Worten zusammen: „Chris Amon war der beste sieglose Rennfahrer der Formel-1-Geschichte.“
Manche Beobachter schrieben das dem Zufall zu bzw. meinten, Chris Amon sei vom Pech verfolgt gewesen. Mit ursächlich für die Sieglosigkeit des Neuseeländers war in objektiver Hinsicht allerdings, dass er jedenfalls in der zweiten Hälfte seiner Karriere für Teams fuhr, die nicht konkurrenzfähig organisiert waren oder zweitklassiges Material einsetzten. In den 1960er-Jahren Werksfahrer bei Ferrari, war Amon in der Formel-1-Saison 1972 Werksfahrer des französischen Matra-Teams, das nach seiner Trennung von Tyrrell zunehmend den Anschluss verloren hatte und nach Abschluss dieser Saison sein werksseitiges Formel-1-Engagement beendete. 1973 fuhr Amon für das italienische Tecno-Team, das unter dem Namen „Martini Racing Team“ mit einem eigenen Wagen und einem eigenen Triebwerk in der Formel 1 antrat. Tecno war technisch und organisatorisch überfordert und konnte 1973 nur einen einzigen Weltmeisterschaftspunkt erzielen. Chris Amon verließ das Team, enttäuscht über dessen mangelnde Konkurrenzfähigkeit, noch vor dem Ende der Saison und bestritt die letzten beiden Rennen des Jahres als dritter Fahrer für das Team Tyrrell.
Für die Saison 1974 hatte Amon keinen Fahrervertrag in Aussicht, sodass sich der Weg in die Selbständigkeit als letzte Alternative abzeichnete. Bereits 1972 war Chris Amon kurzfristig als Unternehmer in Erscheinung getreten. Zusammen mit Aubrey Woods, dem ehemaligen Manager des Rennstalls B.R.M., hatte er Amon Racing Engines gegründet, ein Unternehmen, das Rennmotoren an Teams in der Formel 2 lieferte. Tatsächlich bezogen nur wenige Fahrer ihre Motoren von Amon, und der Betrieb wurde, da er sich nicht als rentabel erwiesen hatte, mit einigem Verlust an March Engineering verkauft. Ungeachtet dieser Erfahrung entschied sich Chris Amon, in der Formel-1-Saison 1974 mit einem eigenen, neu gegründeten Rennstall zur Weltmeisterschaft anzutreten.

## Das Team Chris Amon Racing
Chris Amon Racing wurde im November 1973 gegründet. Das Team verfügte Ende 1973 über ein Budget von 100.000 britischen Pfund. Diesen Betrag brachte im Wesentlichen Amons Unterstützer John Dalton auf.
Die Idee, dass sich Fahrer mit einem eigenen Rennstall engagierten, war nicht neu. Seit den 1950er-Jahren gab es Privatfahrer, und auch in den 1970er-Jahren wurde dieses Konzept noch von einigen Piloten verfolgt. Mike Beuttler beispielsweise hatte von 1971 bis 1973 nahezu alle Weltmeisterschaftsläufe mit seinem Team Clarke-Mordaunt-Guthrie bestritten. Hinzu kamen zahllose Piloten, die sich nur zu einzelnen Rennen meldeten. Sie alle setzten üblicherweise Kundenautos großer Fahrzeughersteller ein, namentlich Wagen von March Engineering, seltener von Brabham, Tyrrell oder (später) Williams. Chris Amons Konzept allerdings ging weiter als das der reinen Privatfahrer. Anders als sie wollte er nicht nur mit einem eigenen Team, sondern auch mit einem eigenen, selbst konstruierten und gebauten Auto antreten. Auch für diese Idee gab es Vorbilder: Sir Jack Brabham war der erste Rennfahrer, der erfolgreich ein eigenes Auto einsetzte. Später folgten Bruce McLaren und John Surtees; in den späten 1970er-Jahren ging dann – weniger erfolgreich – Arturo Merzario den gleichen Weg.
In den ersten Monaten plante Chris Amon außerdem, ein Auto für die Formel 5000 aufzubauen; als Triebwerk war hier eine Repco-Maschine im Gespräch, die auf einem Achtzylinder von Holden basieren sollte. Larry Perkins berichtete, dass Amon die Hoffnung hatte, einige Formel-5000-Autos zu verkaufen und damit den Betrieb seines Formel-1-Teams zu finanzieren. Das gelang indes nicht; dem Unternehmen fehlten von Anfang an die finanziellen Mittel, um neben dem Formel-1-Auto noch ein weiteres Fahrzeug zu entwickeln.
Chris Amon legte bei der Organisation des Teams Wert auf einfache Strukturen. In einem Interview mit der Zeitschrift auto sport im Januar 1974 erklärte er: „Ich möchte, dass mein Team so einfach wie möglich ist. Ich möchte nicht zu viel Zeit auf Organisationsaufgaben verwenden; ich will einfach nur Rennen fahren. Dazu brauche ich ein gutes Chassis, einen Cosworth-Motor und eine kleine, enthusiastische Crew.“ Teil des Unternehmens war der australische Rennfahrer Larry Perkins, der zuvor einige gute Ergebnisse in der Formel 3 erreicht hatte. Perkins sollte einerseits die Funktion eines Mechanikers übernehmen, andererseits als Testfahrer arbeiten und die Entwicklung des Autos vorantreiben.

## Das Auto: Amon F101

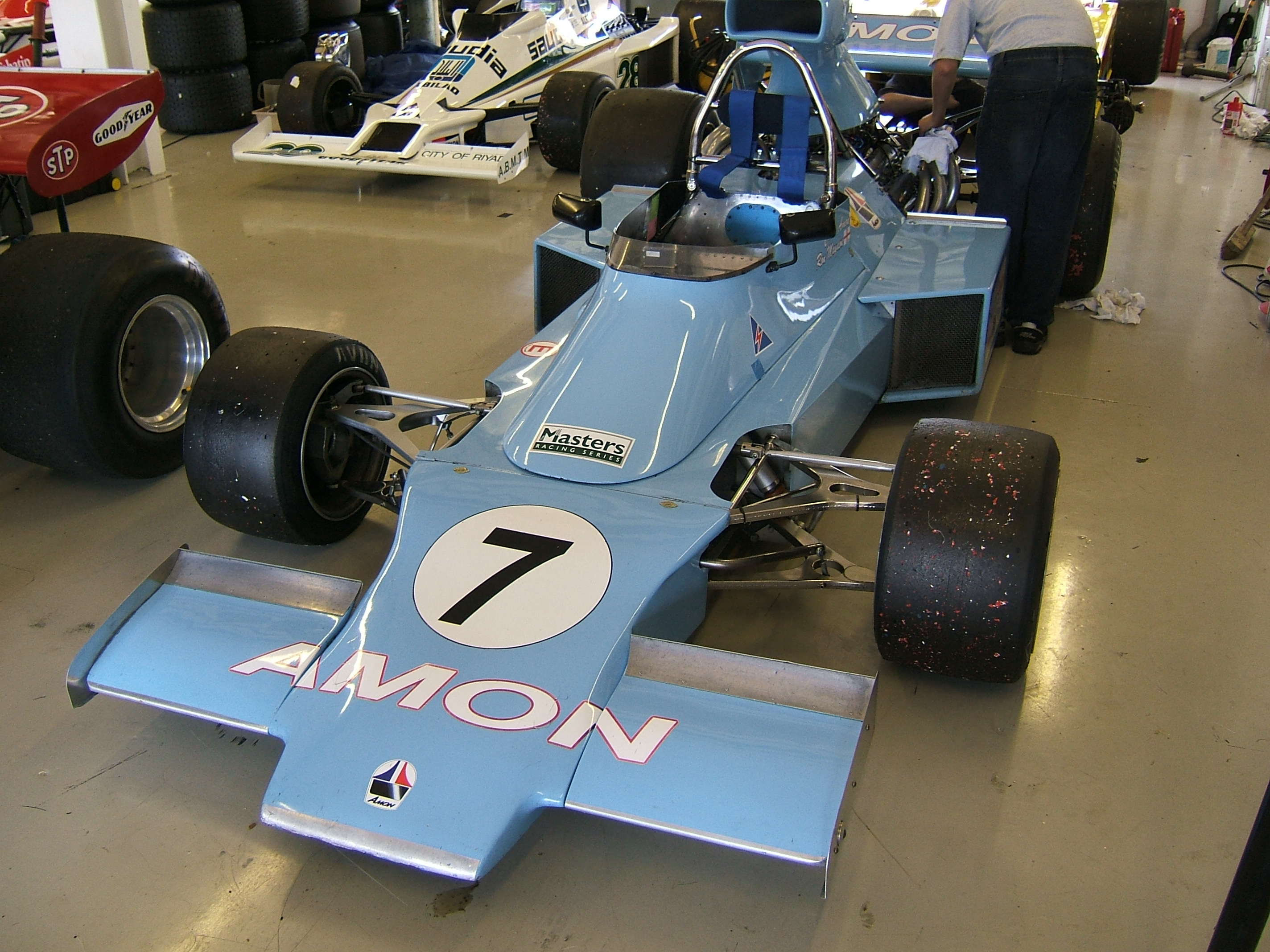
Amon F101

### Das Konzept
Als technischer Leiter wurde der 35-jährige Designer Gordon Fowell verpflichtet, der kaum Erfahrungen im Bau von Rennwagen hatte. Fowell hatte im Sommer 1973 von Tecno den Auftrag erhalten, ein Ersatzfahrzeug für den untauglichen Tecno PA123 zu konstruieren; dieses neue Auto, Goral E 731 genannt, war allerdings nach den Worten Amons ähnlich hoffnungslos wie der Vorgänger, und es wurde nur bei einzelnen Rennen eingesetzt. Chris Amon sah in Fowells mangelnder Erfahrung etwas Positives, denn so würde Fowell mit frischen Ideen aufwarten können, ohne voreingenommen zu sein. Amons Konzept sah vor, das Auto außer Haus aufzubauen, und zwar in der Werkstatt von John Thompson, der bereits für die Scuderia Ferrari, Surtees und Tecno in Auftragsarbeit Autos hergestellt hatte.

### Die Umsetzung
Gordon Fowell entwarf für Chris Amon ein Auto, das in mancher Hinsicht zwiespältig war. Einerseits entsprach es in vielem dem in den 1970er-Jahren gängigen Modell der Baukastenautos: Es bestand aus einem eckigen Aluminium-Monocoque mit zugekauften Bauteilen, unter anderem Aufhängungsteile von Koni, ein DG-400-Fünfganggetriebe von Hewland und einen DFV-Achtzylinder von Cosworth. Anderseits gab es einige Besonderheiten, die ihrer Zeit voraus waren:
- Hierzu zählte vor allem die Lage des Treibstofftanks, der zwischen dem Fahrersitz und dem Motor untergebracht war. Der AF101 war das erste Formel-1-Auto mit dieser Anordnung. Bis dahin war es üblich, zahlreiche kleine Tanks um den Fahrer herum zu positionieren. Fowells Konzept verfolgte einerseits Sicherheitsgedanken, andererseits gelang es ihm, einen mittigen Schwerpunkt des Autos zu erzielen. Bezüglich dieses Elements war der AF101 ein Vorreiter.

- Ungewöhnlich war außerdem die Gestaltung des Lufteinlasses der Airbox. Er war rechteckig und verlief quer zur Fahrtrichtung.

- Als weitere Besonderheit hatte der AF101 in seiner anfänglichen Form einen Aufsehen erregenden doppelten Frontflügel: An der Fahrzeugnase war ein Flügel mit umgekehrter Ausrichtung installiert; dahinter gab es über der Vorderachse einen zusätzlichen herkömmlichen Flügel. Beide sollten zusammen eine bessere Strömung bei hohen Geschwindigkeiten herstellen. Tatsächlich erwies sich diese Konzeption als untauglich: Erste Testfahrten ergaben, dass an der Frontpartie kein Abtrieb, sondern Auftrieb produziert wurde. Letzten Endes musste diese Besonderheit vor dem ersten Rennen wieder entfernt und der Wagen mit einem herkömmlichen Frontflügel ausgestattet werden.

### Die Probleme bei der Realisierung
Insgesamt litt das Team in den ersten Monaten des Jahres 1974 unter zahlreichen Schwierigkeiten:
- Zunächst ließ sich der von Chris Amon gesteckte Zeitplan nicht einhalten. Die Herstellung des Autos bei John Thompson dauerte wesentlich länger als geplant. Amon hatte zunächst vorgesehen, bereits bei den ersten Rennen der Weltmeisterschaft, die im Januar 1974 in Südamerika stattfanden, mit seinem Auto anzutreten. Zu dieser Zeit war der AF101 allerdings noch nicht zusammengebaut. Auch zum Race of Champions im März 1974 war das Auto nicht fertig.

- Als der Wagen Ende März 1974 endlich fertiggestellt war, erwies sich die Aerodynamik als problematisch. Auch ohne den zweifelhaften Doppelflügel an der Frontpartie war der AF 101 nicht leicht zu fahren. Es brauchte eine Reihe von Testfahrten, um die Aerodynamik zu verbessern.

- Sodann zeigten sich während der Testfahrten zahllose Zuverlässigkeitsprobleme. Das Auto war in sich instabil, und verschiedene Teile zerbrachen oder fielen ab. Bei einer Ausfahrt des AF 101 auf dem Goodwood Circuit erlitt Amon bei einer Hochgeschwindigkeitsrunde einen schweren Unfall, den er unbeschadet überstand.

- Ein weiteres Problem waren schließlich die Firestone-Reifen, die Amon verwendete: Angesichts des Umstands, dass sich Firestone Ende 1974 aus der Formel 1 zurückziehen wollte, war die Weiterentwicklung der Reifen bereits eingestellt, sodass diese sich gegenüber der Konkurrenz von Goodyear, mit der die erfolgreicheren Teams ausgerüstet waren, eindeutig als unterlegen erwiesen.

Aufgrund der Zeitverzögerung, der Defekte und der aerodynamischen Probleme war das Budget des Teams bereits vor dem ersten Rennen weitgehend aufgebraucht.

## Die Rennen

### Die International Trophy 1974
Chris Amon Racing debütierte bei der BRDC International Trophy am 7. April 1974 auf dem Silverstone Circuit, einem Rennen, das nicht zur Formel-1-Weltmeisterschaft zählte. Amon nahm am Qualifying teil und erreichte eine Zeit, die letztlich den 28. Startplatz bedeutete. Aufgrund eines mechanischen Problems, das vor Ort nicht behoben werden konnte, zog sich das Chris Amon Racing Team vorzeitig zurück, ohne am Rennen teilzunehmen.

### Der Große Preis von Spanien 1974
Die erste Meldung zu einem Weltmeisterschaftslauf erfolgte anlässlich des Großen Preises von Spanien 1974 in Jarama Ende April 1974. Während des gesamten Rennens neigte der Wagen zu erheblichen Vibrationen, die sich insbesondere beim Bremsen einstellten und das Auto nahezu unfahrbar machte. Chris Amon konnte sich gleichwohl mit 3,3 Sekunden Rückstand auf die Pole-Zeit für den 24. Startplatz qualifizieren, noch vor Rikky von Opel im zweiten Werks-Brabham und Tim Schenken im Trojan T103. Im Rennen schied Amon nach 22 Runden aus. Teilweise wird für den Ausfall ein Bremsdefekt angegeben, nach anderen Quellen löste sich im Rennen ein Vorderrad. Der Große Preis von Spanien sollte das einzige Rennen sein, an dem der Amon AF101 teilnahm.
Zum Großen Preis von Belgien in Nivelles-Baulers trat das Team nicht an.

### Der Große Preis von Monaco 1974
Die nächste Meldung erfolgte zum Großen Preis von Monaco. Das Team hatte den Wagen in den zurückliegenden vier Wochen erheblich modifiziert. Es gab einige Versteifungen im Auto, die die Vibrationen mildern sollten; ferner wurde ein neuer Frontflügel installiert, und die Position der Kühler wurde verändert. Chris Amon qualifizierte sich für den 20. Startplatz, eine Position hinter Jacky Ickx, der einen Werks-Lotus fuhr, und vor Graham Hill in seinem Hill-Lola. Am Rennen selbst nahm das Team indes nicht teil. Nach wie vor war die Radnabe ein Problem des Autos, und das Team konnte nicht ausschließen, dass im Rennen aufgrund der defekten Nabe zum wiederholten Mal ein Rad abfallen würde. Im Hinblick darauf war gerade in den engen Straßen von Monaco ein Unfall im Rennen nicht ausgeschlossen. Amon wollte dies – und eine mögliche teure Reparatur als dessen Folge – angesichts der schwierigen finanziellen Lage unbedingt vermeiden, so dass er das Team vor dem Rennen zurückzog.

### Der Große Preis von Deutschland 1974
Das nächste Rennen, zu dem Chris Amon Racing in Erscheinung trat, war der Große Preis von Deutschland auf dem (alten) Nürburgring. Der Wagen war wiederum in einigen Bereichen modifiziert worden; insbesondere gab es einen weiteren neuen Frontflügel. Zunächst meldete sich Chris Amon selbst als Fahrer. Er nahm trotz einer Erkrankung am Freitagstraining teil und erreichte eine Rundenzeit von achteinhalb Minuten; damit betrug sein Rückstand auf die spätere Pole von Niki Lauda nahezu eineinhalb Minuten. Am Samstag vor dem Rennen verschlechterte sich Amons Gesundheitszustand, so dass er den Wagen an Larry Perkins weitergab. Perkins konnte sich nicht qualifizieren; er war mit Abstand der Langsamste des Zeittrainings. Sein Rückstand auf die Pole-Zeit von Niki Lauda betrug 45 Sekunden; Perkins qualifizierte sich damit nicht. Da beide Fahrer (mit dem gleichen Auto) an verschiedenen Tagen gezeitete Runden zurückgelegt haben, erscheint Chris Amon Racing in den Statistiken dieses Rennens mit zwei Fahrern.
Den Großen Preis von Österreich ließ das Team wiederum aus.

### Der Große Preis von Italien 1974
Chris Amon meldete sein Team noch einmal zum Großen Preis von Italien. Der AF101 trug nun eine fünfte unterschiedliche Fassung des Frontflügels. Im Zeittraining war er mit 5 Sekunden Rückstand auf Laudas Pole-Zeit der Vorletzte; langsamer war nur Leo Kinnunen im privaten Surtees des AAW Finnland Racing Teams.
Danach schloss Chris Amon Racing für immer die Tore. Das Team war zahlungsunfähig geworden, und Amon sah keine Möglichkeit, den Rennbetrieb aufrechtzuerhalten.

### Nach dem Ende des Teams
Nach dem Ende seines eigenen Rennstalls fuhr Chris Amon in der Formel-1-Saison 1974 noch zwei Rennen bei B.R.M., 1975 dann zwei Rennen mit dem Ensign-Team, für das er 1976 nahezu die gesamte Saison bestritt. Sein letztes Rennen fuhr Amon Ende 1976 für Walter Wolf Racing.
Larry Perkins erschien 1976 mit einem Auto namens Boro 001 für das niederländische Team HB Bewaking Systems (Formel 1) in der Formel 1, bevor er 1976 einzelne Qualifikationsversuche für das sich in Auflösung befindliche Traditionsteam B.R.M. unternahm.
Der AF 101 wurde nie wieder zu einem Formel-1-Rennen eingesetzt. Das Auto existiert noch. Er wurde vor einigen Jahren restauriert und nimmt heute an historischen Rennen teil.

## Chris Amons Analyse
Zur Motivationslage, ein eigenes Team zu gründen, und zu den Problemen des Teams sagte Amon im April 1998:
"Nach 11 frustrierenden Jahren in der Formel 1 wusste ich genau, was ich von einem Rennauto zu verlangen hatte. Ich wollte ein maßgeschneidertes Auto und ließ Gordon Fowell meine Ideen umsetzen. Aber das Projekt erwies sich als zu ambitioniert für meine finanziellen Verhältnisse. Ich war sicher, dass meine Test-Erfahrung ausreichen würde, um das Auto richtig zu entwickeln. Aber wann immer ich versuchte, damit zu fahren, ging irgend etwas kaputt. (...) Als ich den Wagen das erste Mal in Goodwood fuhr, fiel ein Reifen ab. Das gleiche passierte in Silverstone. Auch einige andere Teile fielen ab. Ich musste mich nur in das Auto setzen, schon fiel irgendetwas ab. (...). Es war ein High-Tech-Unternehmen, das wir in einer Garage betrieben. Hätten wir etwas Bodenständigeres versucht, so hätten wir erfolgreicher sein können".
Einige Jahre früher ließ sich Chris Amon wie folgt zitieren: „Mein Auto war der einzige Rennwagen, der nie einen Cent Start- oder Preisgeld eingefahren ist“. Zum damaligen Zeitpunkt mag das zutreffend gewesen sein; spätere Jahre sollten allerdings Autos hervorbringen, deren Chancenlosigkeit deutlicher war als die des AF101.